# Wild Thing
Wild Thing is een nummer dat is geschreven door zanger en liedjesschrijver Chip Taylor in 1965. 
Het nummer is als eerste opgenomen door de band The Wild Ones, maar is bekend geworden toen de rockband The Troggs het nummer opnam.
Popmagazine Rolling Stone plaatst de versie van The Troggs op nummer 261 in de lijst The 500 Greatest Songs of All Time.
Chip Taylor (wiens eigenlijke naam James Wesley Voight is, die de broer is van acteur Jon Voight en de oom van Angelina Jolie), werkte rond 1965 als liedjesschrijver in het befaamde Brill Building. Hij schrijft zowel solo als in duo, met onder andere Al Gorgoni, Billy Vera en Jerry Ragovoy. In 1965 krijgt Chip een telefoontje van producer Gerry Granahan met de opdracht een nummer te schrijven voor zijn nieuwe band The Wild Ones.

## The Wild Ones
The Wild Ones was de huisband van de bekende discotheek Arthur in New York. De discotheek was eigendom van actrice Sybil Christopher. Nadat de band het album The Sound of Arthur heeft uitgebracht, verlaat leadzanger Jordan Christopher (getrouwd met Sybil) de band om acteur te worden. 
Gitarist Chuck Alden wordt de nieuwe leadzanger.
Garry Granahan wordt de producer en geeft Taylor de opdracht binnen een dag een nummer te schrijven.
Het nummer wordt wat bijgeschaafd en opgenomen, en wordt op 1 oktober 1965 uitgebracht als single op het United Artists Records-label. De single wordt echter geen hit. Nadat Arthur dicht ging en Chuck Alden de groep verliet in 1967, hield de band op te bestaan.

## The Troggs-versie
The Troggs is een Britse rockband die medio jaren '60 een contract sluiten met manager Larry Page. Die is op dat moment ook manager van de Britse band The Kinks, die even daarvoor een hit hadden met het nummer You Realy Got Me. Als Larry Page in New York is, komt hij in het bezit van Chip Taylors demo van Wild Thing. Hij neemt die mee naar Engeland en laat The Troggs het nummer opnemen. Het komt op single uit en wordt de grootste hit van The Troggs. Het komt in mei 1966 de Britse hitlijst binnen en staat op 1 juni 1966 op de 2e plaats. 
Op 4 juni komt het de Nederlandse Top 40 binnen en stijgt een maand later door naar nummer 5. In de Belgische Ultratop 50 bereikt het de 15e plek.
Op 30 juni 1966 bereikt het de eerste plaats in de Billboard Hot 100. 
Door een distributiestrijd in Amerika wordt de single daar op twee concurrerende labels uitgebracht, op Atco en Fontana. Billboard besluit om de verkoop van beide singles te combineren, waardoor het de enige keer in de geschiedenis is dat er twee singles van concurrerende labels tegelijkertijd op 1 staan in de Hot 100.

### NPO Radio 2 Top 2000
| Nummer met noteringen in de NPO Radio 2 Top 2000 | '99 | '00 | '01  | '02  | '03  | '04  | '05  | '06  | '07  | '08  | '09  | '10  | '11  |
| ------------------------------------------------ | --- | --- | ---- | ---- | ---- | ---- | ---- | ---- | ---- | ---- | ---- | ---- | ---- |
| Wild Thing                                       | 878 | 846 | 1506 | 1213 | 1138 | 1169 | 1346 | 1443 | 1454 | 1335 | 1808 | 1863 | 1882 |

1. ↑  Een vetgedrukt getal geeft de hoogste notering aan.
2. ↑  Deze tabel is bijgewerkt tot en met de laatste editie (2024).

## Andere versies
Door de jaren heen hebben veel artiesten en bands het nummer gecoverd. Hieronder enkele voorbeelden:
- De Amerikaanse beat/garage rockband The Kingsmen namen een versie op voor hun album Up And Away in 1966.
- In 1967 was het Jimi Hendrix die op het Monterey Pop Festival, twee jaar voor Woodstock, met Wild Thing een van de meest memorabele momenten van de popgeschiedenis maakte, door aan het eind van het nummer zijn gitaar in brand te steken.
- De Britse popband Fancy nam een versie van het nummer op in 1974. Het bereikte de 14e plaats in de Billboard Hot 100.
- De Amerikaanse vrouwenrockband The Runaways hebben het nummer opgenomen voor hun album Live In Japan in 1977.
- Acteur Chevy Chase nam het nummer in 1980 op voor zijn album Chevy Chase.
- De Belgische alternatieve rockgroep La Muerte zette in 1984 een versie van het nummer op haar eerste EP The Surrealist Mystery
- Gitarist Jeff Beck nam het nummer op in 1985, en bracht het uit als promosingle.
- De Franse zangeres Amanda Lear bracht het uit op single in 1986.
- De Amerikaanse rockband Cheap Trick nam het in 1992 op voor de soundtrack van de film Encino Man.
- De Australische popband Divinyls namen het op voor de soundtrack voor de film Reckless Kelly in 1993.
- Kermit de Kikker nam het nummer in 1994 op voor het album Kermit Unpigged, samen met Animal en Floyd Pepper.
- De Amerikaanse zanger Hank Williams jr. nam een coverversie op in 1995 voor zijn album Hog Wild.
- Westlife zongen het nummer tijdens hun 2001 wereldtournee Where Dreams Come True Tour.
- Bruce Springsteen en de E Street Band zongen het nummer tijdens hun Working on a Dream Tour in 2009.
- Chip Taylor nam het op voor zijn comebackalbum Hit Man in 1996, en Live at McCabe's in 2009.
- Chip Taylor & Carrie Rodriguez namen het op voor hun livealbum Live from the Ruhr Triennale.